# Angkalanthus
- Commons
- Wikispecies

Angkalanthus Balf.f., segundo o Sistema APG II, é um gênero botânico da família Acanthaceae.
As espécies deste gênero são naturais de Socotorá e Transvaal.

## Sinonímia
- Ancalanthus Balf.f. var. ort.

## Espécies
O gênero apresenta duas espécies:
- Angkalanthus oligophyllus
- Angkalanthus transvaalensis

## Nome e referências
- Proc. Roy. Soc. Edinburgh 12: 88. 1883.

## Classificação do gênero
| Sistema | Classificação                       | Referência            |
| ------- | ----------------------------------- | --------------------- |
| APG II  | Ordem Lamiales, família Acanthaceae | APweb, versão 9, 2008 |